# Michael Lang
Michael Lang Rico (Egnach, el 8 de febrer de 1991) és un futbolista professional suís que juga pel FC Basilea. És internacional amb la selecció Suïssa.